# Écluse de Swineford
L’écluse de Swineford est située sur la rivière Avon, dans le village de Swineford, en Angleterre.
À son apogée, entre 1709 et 1859, Swineford avait une industrie du laiton et du cuivre très active qui se servait de la rivière. Elle fournissait également de l'énergie pour l'industrie textile.

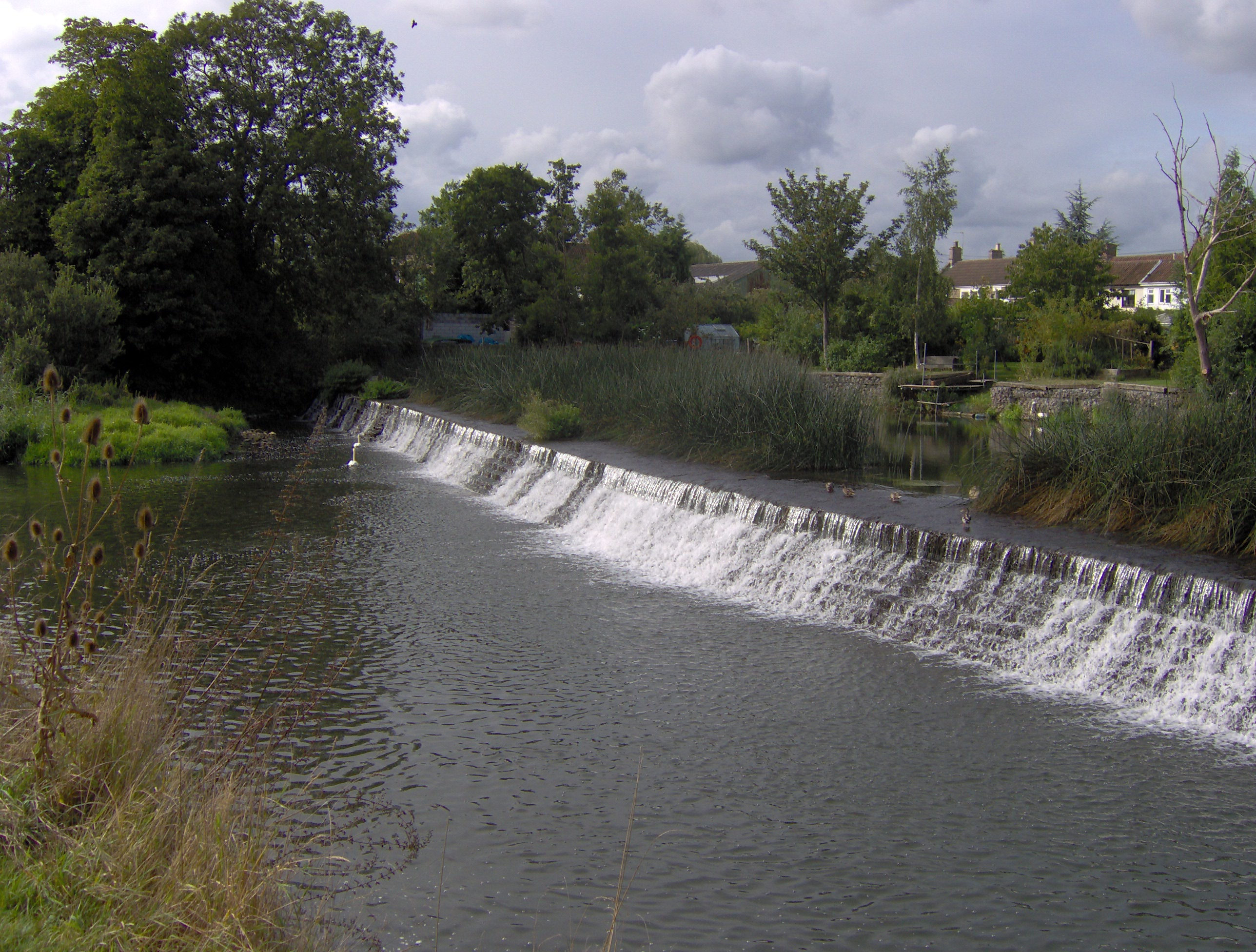
Seuil à Swineford